# Ari Masson
Ari Masson (n. 925) fue un vikingo y bóndi de Reykhólar, Austur-Barðastrandarsýsla en Islandia. Era hijo de Már Atlason. Es un personaje de la saga de Grettir, y citado en la saga de Njál, y saga de Laxdœla. Se casó con Þorgerður Álfsdóttir (n. 925), una hija de Dala-Alf Eysteinsson, y de esa relación tuvieron tres hijos: Þorgils Arason, Guðleifr Arason e Illugi Arason (n. 949), el último un personaje de la saga Eyrbyggja. Es uno de los primeros referentes conocidos del clan familiar de los Reyknesingar. Según Landnámabók, durante una de sus incursiones en las islas británicas navegó «durante seis días al oeste de Irlanda» y llegó a una tierra cerca de Vinland, donde fue bautizado, posiblemente Groenlandia, y tuvo problemas para regresar a Islandia. Es una de las citas que aparecen en las sagas nórdicas sobre América.